# Jehangir C. Tavadia
Jehangir Cowasji Tavadia (* 15. August 1897 in Tavdi; † 4. Juli 1955 in Hamburg) war ein indischer Iranist.

## Leben
Er wurde an der D.K. Tata Anglo Vernacular Boy’s School ausgebildet. Anschließend erwarb er einen Bachelor-Abschluss am John Wilson Education Society’s Wilson College. 1918 erhielt er das Framji Sorabji Bhavnagri-Stipendium für herausragende Leistungen in Avesta bei der Zwischenprüfung der University of Mumbai. Sein Stipendium und sein Interesse an Avesta-Studien erregten die Aufmerksamkeit von Sir Jivanji J. Modi, der ihn 1921 für weitere Studien nach Deutschland schickte. Er promovierte zum Dr. phil. an der Universität Hamburg und diente dort als Dozent für Iranistik. Während des Zweiten Weltkriegs war Tavadia wieder in Indien und hatte von 1940 bis 1941 den Lehrstuhl für Avesta-Studien am College (der heutigen Visva-Bharati University) in Santiniketan inne. Nach dem Krieg nahm er seine Tätigkeit an der Universität Hamburg wieder auf.

## Schriften (Auswahl)
- Šāyast-nē-šāyast. A Pahlavi text on religious customs. Hamburg 1930, OCLC 645022712.
- Sûr Saxvan. A dinner speech in Middle Persian. Bombay 1935, OCLC 245964334.
- Indo-Iranian studies. Santiniketan 1950–1952, OCLC 66220700.
- Die mittelpersische Sprache und Literatur der Zarathustrier. Leipzig 1956.